# Heillecourt
Heillecourt és un municipi francès situat al departament de Meurthe i Mosel·la i a la regió del Gran Est. L'any 2007 tenia 5.967 habitants.

## Demografia

### Població
El 2007 la població de fet de Heillecourt era de 5.967 persones. Hi havia 2.336 famílies, de les quals 500 eren unipersonals (208 homes vivint sols i 292 dones vivint soles), 760 parelles sense fills, 872 parelles amb fills i 204 famílies monoparentals amb fills.
La població ha evolucionat segons el següent gràfic:
Habitants censats

### Habitatges
El 2007 hi havia 2.423 habitatges, 2.370 eren l'habitatge principal de la família, 3 eren segones residències i 50 estaven desocupats. 1.722 eren cases i 669 eren apartaments. Dels 2.370 habitatges principals, 1.639 estaven ocupats pels seus propietaris, 708 estaven llogats i ocupats pels llogaters i 23 estaven cedits a títol gratuït; 33 tenien una cambra, 112 en tenien dues, 284 en tenien tres, 515 en tenien quatre i 1.426 en tenien cinc o més. 1.676 habitatges disposaven pel capbaix d'una plaça de pàrquing. A 1.132 habitatges hi havia un automòbil i a 1.067 n'hi havia dos o més.

### Piràmide de població
La piràmide de població per edats i sexe el 2009 era:
| Homes | Edats   | Dones |
| ----- | ------- | ----- |
| 0     | 95 o +  | 0     |
| 0     | 90 a 94 | 0     |
| 12    | 85 a 89 | 32    |
| 24    | 80 a 84 | 20    |
| 56    | 75 a 79 | 56    |
| 72    | 70 a 74 | 76    |
| 72    | 65 a 69 | 116   |
| 172   | 60 a 64 | 120   |
| 180   | 55 a 59 | 164   |
| 332   | 50 a 54 | 336   |
| 344   | 45 a 49 | 328   |
| 236   | 40 a 44 | 316   |
| 168   | 35 a 39 | 212   |
| 156   | 30 a 34 | 176   |
| 148   | 25 a 29 | 140   |
| 212   | 20 a 24 | 220   |
| 292   | 15 a 19 | 280   |
| 268   | 10 a 14 | 260   |
| 180   | 5 a 9   | 184   |
| 128   | 0 a 4   | 108   |

## Economia
El 2007 la població en edat de treballar era de 4.264 persones, 2.991 eren actives i 1.273 eren inactives. De les 2.991 persones actives 2.820 estaven ocupades (1.416 homes i 1.404 dones) i 171 estaven aturades (84 homes i 87 dones). De les 1.273 persones inactives 471 estaven jubilades, 564 estaven estudiant i 238 estaven classificades com a «altres inactius».

### Ingressos
El 2009 a Heillecourt hi havia 2.381 unitats fiscals que integraven 5.925 persones, la mediana anual d'ingressos fiscals per persona era de 23.293 €.

### Activitats econòmiques
Dels 256 establiments que hi havia el 2007, 7 eren d'empreses extractives, 4 d'empreses alimentàries, 3 d'empreses de fabricació de material elèctric, 1 d'una empresa de fabricació d'elements pel transport, 24 d'empreses de fabricació d'altres productes industrials, 44 d'empreses de construcció, 57 d'empreses de comerç i reparació d'automòbils, 17 d'empreses de transport, 6 d'empreses d'hostatgeria i restauració, 4 d'empreses d'informació i comunicació, 11 d'empreses financeres, 8 d'empreses immobiliàries, 28 d'empreses de serveis, 28 d'entitats de l'administració pública i 14 d'empreses classificades com a «altres activitats de serveis».
Dels 52 establiments de servei als particulars que hi havia el 2009, 1 era una oficina de correu, 2 tallers de reparació d'automòbils i de material agrícola, 1 autoescola, 4 paletes, 7 guixaires pintors, 6 fusteries, 8 lampisteries, 9 electricistes, 3 empreses de construcció, 3 perruqueries, 1 veterinari, 6 restaurants i 1 saló de bellesa.
Dels 13 establiments comercials que hi havia el 2009, 2 eren fleques, 1 una fleca, 2 botigues de congelats, 1 una peixateria, 1 una llibreria, 2 botigues d'electrodomèstics, 1 una botiga de mobles, 1 una botiga de material de revestiment de parets i terra i 2 floristeries.

## Equipaments sanitaris i escolars
El 2009 hi havia 2 farmàcies i 1 ambulància.
El 2009 hi havia 3 escoles maternals i 3 escoles elementals. Heillecourt disposava d'un col·legi d'educació secundària amb 447 alumnes.

## Poblacions més properes
El següent diagrama mostra les poblacions més properes.